# Politehnica Chișinău
FC Politehnica UTM Chișinău (kurz Politehnica Chișinău, FC Politehnica, Politehnica UTM) ist ein Fußballverein aus Chișinău, Republik Moldau. Die Mannschaft trägt ihre Heimspiele im Stadion Suruceni aus.

## Geschichte

### Weg ins Oberhaus und die folgenden Jahre
In der Saison 2001/02 spielte Politehnica Chișinău in der zweitklassigen Divizia A und konnte sich mit dem zweiten Platz hinter dem FC Dacia Chișinău für die Aufstiegsrelegation qualifizieren. Dort traf man auf Tiigul Tiraspol und konnte sich mit 2:1 durchsetzen. In der Divizia Națională 2002/03 verloren sie jedoch 21 der 24 Partien und konnten nur durch den Rückzug des bis dahin punktlosen FC Hîncesti überhaupt die Abstiegsrelegation erreichen. Diese verloren sie gegen Unisport-Auto Chișinău mit 0:2 und stiegen somit ab. Nachdem Politehnica erneut Zweiter der Liga wurde, kam es zum erneuten Duell gegen Unisport-Auto Chișinău, die sich jedoch erneut gegen Politehnica behaupten konnten mit 2:1. Auch 2004/05 – zum dritten Mal in Folge nun – zog Politehnica in die Relegation ein und spielte gegen Unisport-Auto. Nach einer zunächst unentschiedenen Partie dominierte man die Verlängerung und erzielte vier Tore.
In ihrer zweiten Saison in der Divizia Națională 2005/06 platzierten sie sich wieder auf den siebten Rang unter den acht Teilnehmern. Im Gegensatz zur ersten Saison mussten sie jedoch nicht in die Relegation, da die Liga zur folgenden Saison auf zehn Mannschaften vergrößert wurde. In der Saison 2006/07 wurden sie erneut Siebter. In der mittlerweile auf zwölf Vereine angewachsenen Divizia Națională wurden sie 2007/08 hingegen nur Elfter. Vor dem Saisonbeginn 2008/09 zog Politehnica Chișinău die Mannschaft zurück. Die Gründe sind unbekannt. In den folgenden Jahren verschwand der Klub vom moldawischen Profifußball.

### Fusion und Erstklassigkeit
2025 fusionierte man mit Saxan Ceadîr Lunga, die sich durch die Playoffs den Aufstieg in die erste Liga sicherten. In der Saison 2025/26 spielt man also erstklassig.

### Namensänderungen
- 1965–2000 FC Haiducul Sporting Hîncești
- 2000–2002 FC Haiduc-Sporting-USM Chișinău
- 2002–2008 FC Politehnica-UTM Chișinău
- 2008–2011 FC Academia UTM Chișinău II (Fusion/Integration in den FC Academia UTM Chișinău, wurde zur zweiten Mannschaft des Clubs)
- 2011–2025 CS Politeh
- seit 2025 Politehnica Chișinău (Fusion mit Saxan Ceadîr Lunga)